# Ievhen Zahrebelni
Ievhen Oleksíovitx Zahrebelni (en ucraïnès: Євген Олексійович Загребельний) o Ievgueni Alekséievitx Zagrebelni (en rus: Евгений Алексеевич Загребельный), (10 d'agost de 1967) va ser un ciclista ucraïnès. El seu èxit més important foren les dues medalles als Campionats del Món en contrarellotge per equips de 1987 i 1989, quan encara defensava la Unió Soviètica.

## Palmarès
- 1990
  - 1r al Cinturó a Mallorca i vencedor d'una etapa
  - Vencedor de 2 etapes a la Ruta Mèxic
- 1991
  - Vencedor d'una etapa a la Volta a Àustria
- 1991
  - Vencedor d'una etapa a la Volta a l'Uruguai